# Peter Karlotus
Peter Karlotus (französisch: Pierre Charlot; * 1205/09; † 9. Oktober 1249) war ein unehelicher Sohn des französischen Königs Philipp II. August. Seine Mutter war vermutlich eine Edelfrau aus Arras.
Er wurde erzogen von dem königlichen Kaplan Wilhelm dem Bretonen. Dieser nannte ihn in seiner Verschronik (La Philippide): Petro Karloto Philippi regis Francorum filio. Peter trug den Namen Karls des Großen als Diminutiv, womit er der erste Kapetinger überhaupt war, der diesen Namen trug. Sein Vater erwirkte bei Papst Honorius III. seine Legitimierung und das Versprechen für eine kirchliche Laufbahn. Er wurde zunächst Schatzmeister des Klosters Saint-Martin von Tours, bevor er 1240 zum Bischof-Graf von Noyon gewählt wurde. Mit dieser Würde war auch der Rang eines Pairs verbunden.
Peter nahm am sechsten Kreuzzug seines Neffen, König Ludwig IX., teil. Matthäus Paris berichtete von seinem Tod, als sein Schiff bei der Fahrt von Zypern nach Damiette an der Küste Ägyptens zerschellte. Sein Herz wurde in der Kathedrale von Noyon bestattet.